# Джамият
Джамият (азерб. Cəmiyyət), до 1992 года — Ннги или Нинки (азерб. Ninki), ранее — Джамиат (рус. дореф. Джамiатъ), — село в Ходжавендском районе Азербайджана, является центром Джамиятского сельского административно-территориального округа.

## Этимология
Название села могло подписываться в документах как Чамият, Чемиет, Чемият, Нинки, Ннки, Джамеят, Чамеяд.
Название села происходит от азерб. cəmiyyət «союз, община», изначально арабского происхождения (ср. араб. جمعیة‎ — джамиʻят).
Решением Милли Меджлиса Азербайджанской Республики от 29 декабря 1992 года № 428 село Нинки Ходжавендского района было названо Джамият.

## География
Село Джамият входит в состав Джамиятского сельского административно-территориального округа Ходжавендского района, при этом село Джамият является центром этого сельского административно-территориального округа. Село расположено в северо-восточных подножиях Карабахского хребта, в 22 км к западу от районного центра — города Ходжавенд и примерно в 18 км от города Ханкенди. Приток реки Хонашенчай протекает через пограничную зону села. Село имеет площадь 2348,7 га , из них 1585,04 га сельскохозяйственные угодья и 595,65 га лесные угодья. На территории окрестностей села имеются месторождения минерала габбро-порфирита.
Село с трёх сторон окружено лесистыми горами, благодаря чему оно полностью защищена от разного рода проливных и холодных течений, благодаря чему имеет здоровый климат. К северу от села находится горный массив Царех, к северо-западу — горный массив Плпузти, к западу — горы Багирхан , а к юго-востоку — гора Гавахан. На двух холмах, в подковообразной впадине, находится нынешнее село.

## История
Одно из старых сёл магала Варанда, было известно как один из центров гончарного дела, одна из первых мельниц в Карабахе под названием «Ннгиджани» также построена здесь.
До вхождения в состав Российской империи село Джамият входило в состав Варандинского магала Карабахского ханства.
Епископ Армянской Апостольской церкви Макар Бархударянц пишет об этом селе:
— «Жители коренные, дымов — 230, душ — 1869. Церковь Св. Богородицы, каменная, на 4 столпах. К северу от села на высокой возвышенности находится очень старый каменный крест, вокруг которого растут старые деревья, которые также почитаются. Паломники приходят к этому кресту и называют это место Царех».
В советский период село именовалось Ннги или Нинки и был центром одноимённого сельсовета Мартунинского района Нагорно-Карабахской автономной области (НКАО) Азербайджанской ССР.
2 сентября 1991 года на совместной сессии Нагорно-Карабахского областного и Шаумяновского районного Советов народных депутатов была принята Декларация о провозглашении Нагорно-Карабахской Республики в границах Нагорно-Карабахской автономной области (НКАО) и сопредельного Шаумяновского района Азербайджанской ССР.
26 ноября 1991 года Верховный Совет Азербайджанский Республики принял Закон "Об упразднении Нагорно-Карабахской автономной области Азербайджанской Республики". В этом Законе было постановлено помимо упразднения Нагорно-Карабахской Автономной Области (НКАО), в том числе также и переименование Мартунинского района в Ходжаведский и включение района в число районов республиканского подчинения. Решением Милли Меджлиса Азербайджанской Республики от 29 декабря 1992 года № 428 село Нинки Ходжавендского района было названо Джамият. В настоящее время, село Джамият является центром Джамиятского сельского административного округа Ходжавендского района Азербайджана.
В результате Карабахского конфликта, село в октябре 1992 года попало под контроль непризнанной Нагорно-Карабахской Республики (НКР). Согласно административно-территориальному делению непризнанной республики село находилось в составе Мартунинского района НКР и продолжало назваться Ннги (арм. Ննգի).
По словам Зармика Камаляна, который властями непризнанной НКР считался председателем села, из-за оползней ещё в советские годы было решено переселить жителей в другое место. В 1980-е годы около 15 семей, дома которых обвалились, своими силами построили жильё в нижней части села. В результате после Первой Карабахской войны село Джамият фактически разделилось на новое и старое сёла.
Согласно Трёхстороннему Заявлению в ночь с 9 по 10 ноября 2020 года, подписанному по итогам Второй карабахской войны, село Джамият перешло под контроль Российских миротворческих сил.
В результате боевых действий произведённых Вооружёнными Силами Азербайджана в Карабахе 19-20 сентября 2023 года, село было возвращено под контроль Азербайджана.

## Памятники истории и культуры
Объекты исторического наследия в селе и его окрестностях включают монастырский комплекс Бовурхан (арм. Բովուրխան), следы старого поселения XI—XVII веков, церковь Сурб Аствацацин (арм. Սուրբ Աստվածածին, букв. «Святая Богородица») построенная в 1895 году и хачкар 1523 года.
Церковь Сурб Аствацацин имеет четыре колонны, большие и малые алтари, арки, хачкары, закреплённые в стенах и крышах. Согласно строительным надписям, церковь была построена в 1858 году. Вокруг села находятся старые кладбища.
Ныне разрушенная церковь Григория Просветителя находится на отроге горы Царех неподалёку от села, там же находится хачкар 1225 года.
В советский период в селе был поставлен памятник в честь погибших соотечественников в Великой Отечественной войне.
По состоянию на 2015 год в селе действовали сельсовет, дом культуры, медпункт, общеобразовательная школа, в которой обучалось 36 учащихся.

### Родники
На территории общины 27 родников: «Цорт», «Саакен», «Эльблаг», «Эрцахгор», «Баласанен», «Ортер», «Пици чюр», «Анмахакан», «Чокац», «Нерке», «Кютунц», «Охт», «Амбарцун», «Тандзун», «Бовурхан», «Ванки», «Юлая чюр», «Юзбаши чюр», «Акнен такке», «Цллок», «Нуверен цори», «Дерунц», «Цуверен», «Бланц Баген», «Эрзмананц», «Базен» и «Гзаранц».

## Население
На 1989 год большинство населения составляли армяне. В 2005 году в селе проживало 374 жителя, а в 2015 году — 334 жителя, 99 дворов.
| Год       | 2005 | 2008 | 2009 | 2010 | 2015 |
| --------- | ---- | ---- | ---- | ---- | ---- |
| Население | 374  | 354  | 326  | 322  | 334  |

## Экономика
В докофликтный период население села занималось садоводством, зерноводством, виноградарством и животноводством, в селе были средняя школа, клуб, библиотека, родильный пункт.